# Newark-Torques

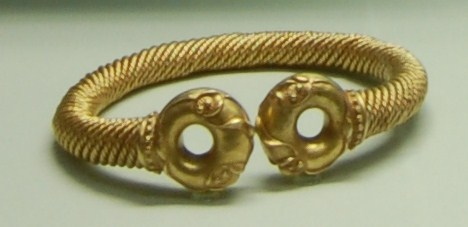
Newark-Torques

Der Newark-Torques ist ein kompletter goldener Halsring (torques) aus der späten Eisenzeit, der im Jahr 2005 am Rand der mittelenglischen Stadt Newark-on-Trent gefunden wurde. Neben dem Snettisham-Torques gehört er zu den bedeutendsten Fundstücken aus spätkeltischer Zeit in England. 

## Beschreibung
Der Torques (Wendelring) besteht aus Elektron, einer Legierung aus Gold, Silber und Kupfer, wiegt 700 Gramm und hat einen Durchmesser von ca. 20 cm. Der Körper besteht aus gerollten Drähten, die zu acht dünnen Seilen geflochten und dann zusammengedreht wurden. Die ringförmigen Enden des Kalsrings sind mit Blumen- und Punktmustern verziert.
Der Newark-Torques wird innerhalb der Kollektion des National Civil War Centre in Newark-on-Trent ausgestellt.